# Чичкаюс (приток Чулыма)
Чичкаюс (устар. Чичка-Юс) — река в Томской области России, правый приток Чулыма. Устье реки находится в 671 км от устья Чулыма по правому берегу. Протяжённость реки 13 км.

## Данные водного реестра
По данным государственного водного реестра России относится к Верхнеобскому бассейновому округу, водохозяйственный участок реки — Чулым от г. Ачинск до водомерного поста села Зырянское, речной подбассейн реки — Чулым. Речной бассейн реки — (Верхняя) Обь до впадения Иртыша.
Код водного объекта — 13010400212115200017777.